# Triumph Tiger 1050
Die Triumph Tiger 1050 ist eine Reiseenduro des englischen Herstellers Triumph. Das Motorrad wurde Ende 2006 in den deutschsprachigen Markt eingeführt.

## Technik
Der Antrieb erfolgt durch einen flüssigkeitsgekühlten Reihendreizylinder-Motor mit zwei oben liegenden Nockenwellen, die je vier Ventile pro Zylinder ansteuern. Für die Gemischaufbereitung sorgt eine elektronische Saugrohreinspritzung des Herstellers Keihin. Eine Ausgleichswelle begrenzt die konzeptbedingten Vibrationen.
Das Fahrwerk besteht aus einem Brückenrahmen aus Aluminium, einer voll einstellbaren 43-mm-Upside-Down-Gabel und einer steifen Aluminium-Zweiarmschwinge mit Oberzug. Das Zentral-Federbein an der Hinterradaufhängung wird über ein Hebelsystem angelenkt und ist über eine Zugstufendämpfung sowie die Federvorspannung einstellbar. Hauptrahmen und Schwinge werden im Aluminiumdruckguss-Verfahren hergestellt.
Die Tiger 1050 verfügt über eine leistungsfähige Bremsanlage mit zwei schwimmend gelagerten 320-mm-Bremsscheiben am Vorderrad mit radial verschraubten 4-Kolben-Festsätteln vom Hersteller Nissin. Ein Antiblockiersystem ist optional erhältlich.

## Farben
- 2006: Scorched Yellow, Jet Black, Caspian Blue
- 2007: Scorched Yellow, Jet Black, Caspian Blue
- 2008: Blazing Orange, Jet Black, Caspian Blue, Fusion White
- 2009: Blazing Orange, Jet Black, Fusion White, Sondermodell Tiger 1050 SE: Matt Black / Matt Graphite
- 2010: Fusion White, Phantom Black, Sondermodell Tiger 1050 SE: Matt Black / Matt Graphite, Blazing Orange

## Sondermodelle
Für das Modelljahr 2009 präsentiert Triumph eine Sonderversion namens Special Edition, die technisch identisch, jedoch in der Farbkombination Black / Graphite (Mattlack) sowie mit einem Koffersatz, Handprotektoren und ABS.

## Kritik
„Im Offroad-Einsatz ist die Raubkatze völlig deplatziert. Ihr Fahrwerk winselt auf Schotterstrecken laut um Gnade. Lassen wir also ihre 115 PS lieber in den verschlungenen Kehren des Falzarego von der Leine, und genau hier kristallisiert sich ihre Orientierung zum touristisch orientierten Funbike heraus. Der brillante 1050-Kubik-Dreizylinder schmeichelt mit seinem verführerisch-kraftvollen Charakter, schiebt bereits ab 1500 Touren kultiviert und vibrationsfrei wie eine Turbine vorwärts und katapultiert die 228 Kilo leichte Tiger von Kehre zu Kehre.“